# Lizozim
Lizozim (EC 3.2.1.17, muramidaza, globulin G, mukopeptidna glukohidrolaza, globulin G1, N,O-diacetilmuramidaza, lizozim g, L-7001, 1,4-N-acetilmuramidaza, mukopeptid N-acetilmuramoilhidrolaza, PR1-lizozim) je enzim sa sistematskim imenom peptidoglikan N-acetilmuramoilhidrolaza. Ovaj enzim katalizuje sledeću hemijsku reakciju
Hidroliza (1->4)-beta-veza između N-acetilmuraminske kiseline i N-acetil--glukozaminskih ostataka u peptidoglikanima i između N-acetil--glukozaminskih ostataka hitodekstrina

## Spoljašnje veze
- Lysozyme на 